# Clara City, Minnesota
Clara City là một thành phố thuộc quận Chippewa, tiểu bang Minnesota, Hoa Kỳ. Năm 2010, dân số của thành phố này là 1360 người.

## Dân số
- Dân số năm 2000: 1393 người.
- Dân số năm 2010: 1360 người.